# Horisontella jättegrenen

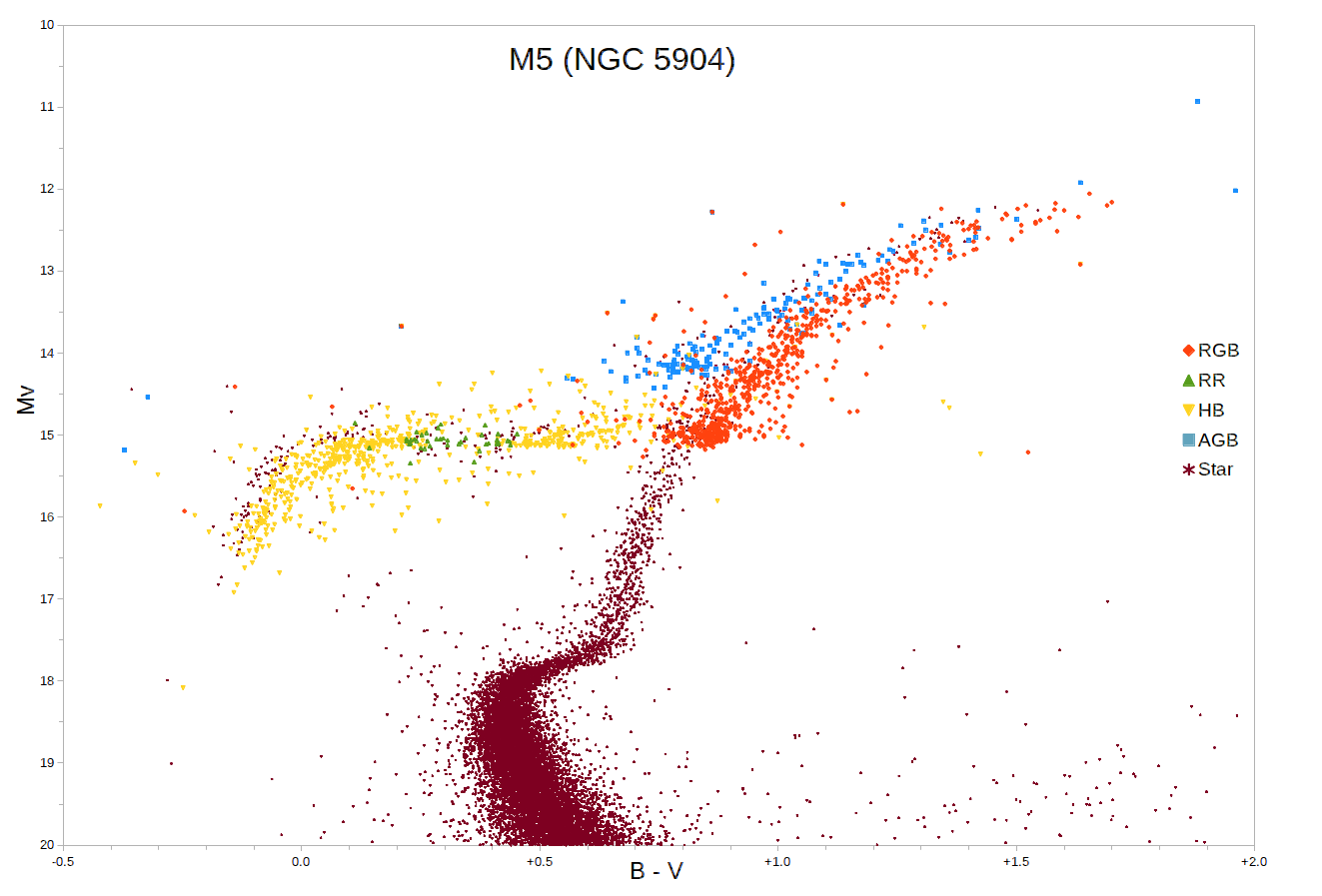
HR-diagram för den klotformiga stjärnhopen M5, med den horisontella jättegrenen (gult), RR Lyrae-stjärnor (grönt), de ljusaste röda jättegrenen-stjärnorna (rött), och den asymptotiska jättegrenen (blått).

Den horisontella jättegrenen är ett utvecklingsstadium som stjärnor genomgår i slutet av sin existens. 
Denna gren är den andra grenen i Hertzsprung-Russell-diagrammet (HR-diagrammet) som en "döende" stjärna med relativt liten massa genomgår, det vill säga 0,8-1,4 solmassor. Den första grenen som en stjärna genomgår är den röda jättegrenen, men innan den röda jättegrenen ligger stjärnan fortfarande kvar på huvudserien, där endast fusion av väte till helium sker. När stjärnan börja "vandra" ut på den röda jättegrenen så sker skalförbränning, det vill säga förbränning i skal kring stjärnans kärna, av väte till helium. När stjärnan nått slutet på den röda jättegrenen, sker en heliumflash, och då tar den horisontella jättegrenen sin början.

## Kärnreaktioner
De reaktioner som sker i stjärnans inre på denna gren, börjar som sagt med en heliumflash, sedan fortsätter förbränningen i lugnare takt. Reaktionen som sker är när helium blir till kol genom fusion. Denna reaktion sker i själva stjärnans kärna, men runt kärnan fortsätter skalförbränningen av helium till väte.
Denna reaktion kallas Trippel-alfa-processen, och sker när totalt tre 2He4-kärnor bygger upp tyngre atomkärnor genom fusion. De tyngre atomkärnorna som kan byggas upp är 6C12 (kol), 8O16 (syre), 10Ne20 (neon), 12Mg24 (magnesium). Just i denna gren är det bara kol som skapas. Denna process är effektiv för temperaturer över eller lika med 100 miljoner Kelvin.

## Stjärnan utifrån
Sett utifrån syns ingen påverkan från heliumflashen som äger rum innan stjärnan går ut på den horisontella jättegrenen. Men när energiproduktionen minskar, efter heliumflashen, så drar ytterdelarna ihop sig. Stjärnan drar då ihop sig och blir hetare på ytan och börjar då röra sig längs den horisontella jättegrenen där heliumförbränningen fortsätter i lugnare takt. 

## Slutet på grenen
När allt helium i kärnan förbränts till kol, består hela kärnan av kol, och den horisontella jättegrenen har nått sitt slut. 
Då tar den asymptotiska jättegrenen sin början. 